# Órbitas de satélites artificiales
El término órbitas de satélites artificiales se refiere a un número limitado de tipos de órbitas en las que se encuentran concentrados la mayoría de satélites artificiales alrededor de la Tierra. Esto es así, ya que cada uno de estos tipos de órbita presenta un conjunto de características particulares que lo hace útil para cumplir un cierto tipo de misión. En general, suele referirse a la órbita de un satélite artificial con los elementos orbitales que la definen precisamente, sino sólo con el tipo de órbita, ya que esto es suficiente para dar una idea de los problemas y ventajas que la órbita impone y ofrece al satélite.

## Clasificación

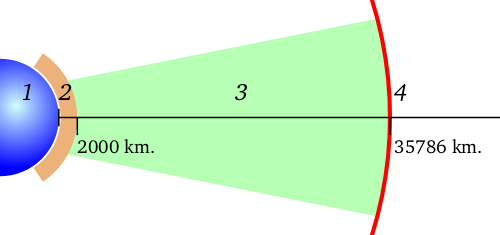
Diagrama de las diferentes regiones de altura que definen el tipo de órbita:
1 : La Tierra
2 : Zona de órbitas bajas:
3 : Zona de órbitas medias
4 : Órbita geoestacionaria
.
Más allá de esta, se halla la zona de órbitas altas.

Existen diversas grandes categorías definidas por la altura de la órbita sobre la superficie terrestre:
- Órbita terrestre baja (LEO): Entre 150 y 2000 km de altura. Utilizada por la mayoría de satélites de observación y también para la Estación Espacial Internacional, el telescopio espacial 'Hubble' y los transbordadores espaciales. Algunos casos especiales de este tipo de órbita son:
  - Órbita polar: Su inclinación es cercana a los planetas y, por tanto, pasa cerca de los polos en cada revolución.
  - Órbita heliosíncrona: Tipo de órbita que mantiene siempre la misma orientación respecto al eje Sol-Tierra.
  - Órbita de estacionamiento: Órbita baja en la que se sitúan satélites en espera de ser trasladados a otra órbita.
- Órbita terrestre media (MEO): entre 2 000 y 35 786 km de altura. Actualmente utilizada por los sistemas de navegación global (como el GPS, GLONASS o Galileo)
- Órbita geosíncrona (GEO): a 35 786 km de altura. Este tipo de órbita tiene la particularidad de que su periodo es igual al periodo de rotación de la Tierra. En concreto, la más usada es:
  - Órbita geoestacionaria: Su inclinación y excentricidad son igual a cero. Utilizada por satélites meteorológicos y de comunicaciones que necesitan estar siempre sobre el mismo punto de la superficie.

- Órbita alta terrestre (HEO): una órbita geocéntrica por encima de la órbita geosíncrona de 35 786 km; también conocida como órbita muy excéntrica u órbita muy elíptica.

Además también es habitual utilizar las llamadas:
- Órbitas de Hohmann o de transferencia: Órbita elíptica que se utiliza temporalmente para pasar de una órbita circular a otra con un gasto energético mínimo.

También se puede clasificar según el astro que se orbite, como por ejemplo:
- Órbita geocentrica: es aquella que se realiza alrededor de la Tierra.
- Órbita selenocéntrica: es aquella que se realiza alrededor de la Luna.
- Órbita areocéntrica: es aquella que se realiza alrededor de Marte.
- Órbita heliocéntrica: es aquella que se realiza alrededor del Sol.